# Saint-Genest-sur-Roselle
Saint-Genest-sur-Roselle è un comune francese di 474 abitanti situato nel dipartimento dell'Alta Vienne nella regione della Nuova Aquitania.

## Società

### Evoluzione demografica
Abitanti censiti